# ס

筆記体

ס（サメフ、ヘブライ語: סמ״ך, סָמֵך samekh）はヘブライ文字の15番目の文字。ヘブライ数字では60を表す。
ギリシャ文字のΞに対応する。

## 音声
無声歯茎摩擦音/s/を表す。現代ヘブライ語では「ש」（シン）も/s/を表す場合があり、同音になっている。

## 起源
この文字の起源は明らかでない。サンプソンは支点（סמך samakh）と関係するかという。フェニキア文字では3本の横線に1本の縦線が交わった形（）をしている。